# Резонанс
Резона́нс (фр. résonance, от лат. resono «откликаюсь») — частотно-избирательный отклик колебательной системы на периодическое внешнее воздействие, который проявляется в резком увеличении амплитуды стационарных колебаний при приближении частоты внешнего воздействия к определённым значениям, характерным для данной системы. Эти значения называют собственными частотами; в простых случаях такая частота одна ({\displaystyle \omega _{0}}), но может быть и несколько. 
Если потерь энергии нет, резонансу отвечают, формально, бесконечная амплитуда и равенство частоты воздействия {\displaystyle \omega _{A}} собственной частоте {\displaystyle \omega _{0}} системы. При наличии потерь резонанс менее выражен и возникает при частоте немного ниже {\displaystyle \omega _{0}} (отстройка от {\displaystyle \omega _{0}} увеличивается с ростом потерь). 
Под действием резонанса колебательная система оказывается особенно отзывчивой на действие внешней силы. Степень отзывчивости в теории колебаний описывается величиной, называемой добротностью. При помощи резонанса можно выделить и/или усилить даже весьма слабые периодические колебания.
Явление резонанса впервые было описано Галилео Галилеем в 1602 г. в работах, посвященных исследованию маятников и музыкальных струн.

## Механика
Наиболее известная большинству людей механическая резонансная система — это обычные качели. Если подталкивать качели в определённые моменты времени в соответствии с их резонансной частотой, размах движения будет увеличиваться, в противном случае движения будут затухать. Резонансную частоту такого маятника с достаточной точностью в диапазоне малых смещений от равновесного состояния можно найти по формуле:
{\displaystyle f={1 \over 2\pi }{\sqrt {g \over L}}},
где g — это ускорение свободного падения (9,8 м/с² для поверхности Земли), а L — длина от точки подвешивания маятника до центра его масс. (Более точная формула довольно сложна и включает эллиптический интеграл.) Важно, что резонансная частота не зависит от массы маятника. Также важно, что раскачивать маятник нельзя на кратных частотах (высших гармониках), зато это можно делать на частотах, равных долям от основной (низших гармониках).
Резонансные явления могут приводить как к разрушению, так и к увеличению устойчивости механических систем.
В основе работы механических резонаторов лежит преобразование потенциальной энергии в кинетическую и наоборот. В случае простого маятника, вся его энергия содержится в потенциальной форме, когда он неподвижен и находится в верхних точках траектории, а при прохождении нижней точки на максимальной скорости, она преобразуется в кинетическую. Потенциальная энергия пропорциональна массе маятника и высоте подъёма относительно нижней точки, кинетическая — массе и квадрату скорости в точке измерения.
Другие механические системы могут использовать запас потенциальной энергии в различных формах. Например, пружина запасает энергию сжатия, которая, фактически, является энергией связи её атомов.

### Струна
Струны таких инструментов, как лютня, гитара, скрипка или пианино, имеют основную резонансную частоту, напрямую зависящую от длины, массы и силы натяжения струны. Длина волны первого резонанса струны равна её удвоенной длине. При этом, её частота зависит от скорости v, с которой волна распространяется по струне:
{\displaystyle f={v \over 2L}}
где L — длина струны (в случае, если она закреплена с обоих концов). Скорость распространения волны по струне зависит от её натяжения T и массы на единицу длины ρ:
{\displaystyle v={\sqrt {T \over \rho }}}
Таким образом, частота главного резонанса может зависеть от свойств струны и выражается следующим отношением:
{\displaystyle f={{\sqrt {T \over \rho }} \over 2L}={{\sqrt {T \over m/L}} \over 2L}={\sqrt {T \over 4mL}}},
где T — сила натяжения, ρ — масса единицы длины струны, а m — полная масса струны.
Увеличение натяжения струны и уменьшение её массы (толщины) и длины увеличивает её резонансную частоту. Помимо основного резонанса, струны также имеют резонансы на высших гармониках основной частоты f, например, 2f, 3f, 4f, и т. д. Если струне придать колебание коротким воздействием (щипком пальцев или ударом молоточка), струна начнёт колебания на всех частотах, присутствующих в воздействующем импульсе (теоретически, короткий импульс содержит все частоты). Однако частоты, не совпадающие с резонансными, быстро затухнут, и мы услышим только гармонические колебания, которые и воспринимаются как музыкальные ноты.

## Электроника
В электрических цепях резонансом называется такой режим пассивной цепи, содержащий катушки индуктивности и конденсаторы, при котором ее входное реактивное сопротивление или ее входная реактивная проводимость равны нулю. При резонансе ток на входе цепи, если он отличен от нуля, совпадает по фазе с напряжением.
В электрических цепях резонанс возникает на определённой частоте, когда индуктивная и ёмкостная составляющие реакции системы уравновешены, что позволяет энергии циркулировать между магнитным полем индуктивного элемента и электрическим полем конденсатора.
Механизм резонанса заключается в том, что магнитное поле индуктивности генерирует электрический ток, заряжающий конденсатор, а разрядка конденсатора создаёт магнитное поле в индуктивности — процесс, который повторяется многократно, по аналогии с механическим маятником.
Электрическое устройство, состоящее из ёмкости и индуктивности, называется колебательным контуром. Элементы колебательного контура могут быть включены как последовательно (тогда возникает резонанс напряжений), так и параллельно (резонанс токов). При достижении резонанса, импеданс последовательно соединённых индуктивности и ёмкости минимален, а при параллельном включении — максимален. Резонансные процессы в колебательных контурах используются в элементах настройки, электрических фильтрах. Частота, на которой происходит резонанс, определяется величинами (номиналами) используемых элементов. В то же время, резонанс может быть и вреден, если он возникает в неожиданном месте по причине повреждения, недостаточно качественного проектирования или производства электронного устройства. Такой резонанс может вызывать паразитный шум, искажения сигнала, и даже повреждение компонентов.
Приняв, что в момент резонанса индуктивная и ёмкостная составляющие импеданса равны, резонансную частоту можно найти из выражения
{\displaystyle \omega L={\frac {1}{\omega C}}\Rightarrow \omega ={\frac {1}{\sqrt {LC}}}},
где {\displaystyle \omega =2\pi f} ; f — резонансная частота в герцах; L — индуктивность в генри; C — ёмкость в фарадах. Важно, что в реальных системах понятие резонансной частоты неразрывно связано с полосой пропускания, то есть диапазоном частот, в котором реакция системы мало отличается от реакции на резонансной частоте. Ширина полосы пропускания определяется добротностью системы.
В электронных устройствах также применяются различные электромеханические резонансные системы.

## СВЧ
В СВЧ электронике широко используются объёмные резонаторы, чаще всего цилиндрической или тороидальной геометрии с размерами порядка длины волны, в которых возможны добротные колебания электромагнитного поля на отдельных частотах, определяемых граничными условиями. Наивысшей добротностью обладают сверхпроводящие резонаторы, стенки которых изготовлены из сверхпроводника, и диэлектрические резонаторы с модами шепчущей галереи.

## Оптика
В оптическом диапазоне самым распространенным типом резонатора является резонатор Фабри-Перо, образованный парой зеркал, между которыми в резонансе устанавливается стоячая волна. Применяются также кольцевые резонаторы с бегущей волной и оптические микрорезонаторы с модами шепчущей галереи.

## Акустика
Резонанс — один из важнейших физических процессов, используемых при проектировании звуковых устройств, большинство из которых содержат резонаторы, например, струны и корпус скрипки, трубка у флейты, корпус у барабанов.
Для акустических систем и громкоговорителей резонанс отдельных элементов (корпуса, диффузора) является нежелательным явлением, так как ухудшает равномерность амплитудно-частотной характеристики устройства и верность звуковоспроизведения. Исключением являются акустические системы с фазоинвертором, в которых намеренно создаётся резонанс для улучшения воспроизведения низких частот.

## Астрофизика
Орбитальный резонанс в небесной механике — это ситуация, при которой два (или более) небесных тела имеют периоды обращения, которые относятся как небольшие натуральные числа. В результате эти небесные тела оказывают регулярное гравитационное влияние друг на друга, которое может стабилизировать их орбиты.